# Equipos participantes del Campeonato mundial de baloncesto de 2002
Para el XIV Campeonato mundial de baloncesto de 2002 celebrado en Indianápolis, Estados Unidos entre el 29 de agosto y el 8 de septiembre, participaron 16 selecciones nacionales durante la fase final

## Equipos
Los equipos participantes en la Fase Final son:

### Yugoslavia
| #  | Jugador              | Altura | Edad | Ciudad de nacimiento |
| -- | -------------------- | ------ | ---- | -------------------- |
| 4  | Bodiroga, Dejan      | 2,03   | 29   | Zrenjanin            |
| 5  | Koturovic, Dejan     | 2,10   | 30   | Belgrade             |
| 6  | Cabarkapa, Zarko     | 2,08   | 21   | Zrenjanin            |
| 7  | Rakocevic, Igor      | 1,94   | 24   | Belgrade             |
| 8  | Stojakovic, Predrag  | 2,06   | 25   | Slavoska Pozega      |
| 9  | Radmanovic, Vladimir | 2,06   | 22   | Trebinje             |
| 10 | Jaric, Marko         | 1,98   | 24   | Belgrade             |
| 11 | Drobnjak, Predrag    | 2,08   | 27   | Bijelo Polje         |
| 12 | Divac, Vlade         | 2,16   | 34   | Prijepolje           |
| 13 | Vujanic, Milos       | 1,92   | 22   | Loznica              |
| 14 | Tomasevic, Dejan     | 2,08   | 29   | Belgrade             |
| 15 | Gurovic, Milan       | 2,04   | 27   | Novi Sad             |
|    | Promedio:            | Altura | Edad |                      |
|    |                      | 2,03   | 25   |                      |

### Argentina
| #  | Jugador                     | Altura | Edad | Ciudad de nacimiento              |
| -- | --------------------------- | ------ | ---- | --------------------------------- |
| 4  | Sánchez, Juan Ignacio       | 1,94   | 25   | Bahía Blanca, Buenos Aires        |
| 5  | Ginóbili, Emanuel David     | 1,98   | 25   | Bahía Blanca, Buenos Aires        |
| 6  | Montecchia, Alejandro Ariel | 1,82   | 30   | Bahía Blanca, Buenos Aires        |
| 7  | Oberto, Fabricio Raúl Jesús | 2,08   | 27   | Las Varillas, Córdoba             |
| 8  | Victoriano, Lucas Javier    | 1,94   | 25   | Tucumán                           |
| 9  | Fernández, Gabriel Diego    | 2,02   | 26   | Burzaco, Buenos Aires             |
| 10 | Sconochini, Hugo Ariel      | 1,93   | 31   | Cañada de Gómez, Santa Fe         |
| 11 | Scola, Luis Alberto         | 2,04   | 22   | Buenos Aires                      |
| 12 | Gutiérrez, Leonardo Martín  | 2,01   | 24   | Marcos Juárez, Córdoba            |
| 13 | Nocioni, Andrés Marcelo     | 2,01   | 23   | Santa Fe                          |
| 14 | Palladino, Leandro Fabián   | 1,95   | 26   | Concepción de Uruguay, Entre Ríos |
| 15 | Wolkowyski, Rubén Óscar     | 2,08   | 29   | Chaco                             |
|    | Promedio:                   | Altura | Edad |                                   |
|    |                             | 1,99   | 25   |                                   |

### Alemania
| #  | Jugador                      | Altura | Edad | Ciudad de nacimiento |
| -- | ---------------------------- | ------ | ---- | -------------------- |
| 4  | Demirel, Mithat              | 1,80   | 24   | Berlín               |
| 5  | Okulaja, Ademola             | 2,02   | 27   | Lagos                |
| 6  | Lütcke, Jörg                 | 2,00   | 27   | Stuttgart            |
| 7  | Pesic, Marco                 | 1,97   | 26   | Sarajevo             |
| 8  | Roller, Pascal               | 1,85   | 26   | Heidelberg           |
| 9  | Rödl, Henrik                 | 2,00   | 33   | Offenbach a.M.       |
| 10 | Nikagbatse, Eyinmisan Edward | 1,93   | 20   | Berlín               |
| 11 | Garris, Stefano Marco        | 1,99   | 23   | Paderborn            |
| 12 | Arigbabu, Stephen Olumide    | 2,06   | 30   | Hannover             |
| 13 | Femerling, Patrick           | 2,13   | 27   | Hamburg              |
| 14 | Nowitzki, Dirk               | 2,13   | 24   | Würzburg             |
| 15 | Maras, Robert                | 2,15   | 24   | Freiburg             |
|    | Promedio:                    | Altura | Edad |                      |
|    |                              | 2,01   | 25   |                      |

### Nueva Zelanda
| #  | Jugador                       | Altura | Edad | Ciudad de nacimiento |
| -- | ----------------------------- | ------ | ---- | -------------------- |
| 4  | Dickel, Mark Robert           | 1,87   | 26   | Christchurch         |
| 5  | Flavell, Judd Kiely           | 1,86   | 29   | Whangarei            |
| 6  | Penney, Kirk Samuel           | 1,96   | 22   | North Shore          |
| 7  | Henare, Paul Donald           | 1,82   | 23   | Napier               |
| 8  | Jones, Phillip Charles George | 1,97   | 28   | Christchurch         |
| 9  | Winitana, Paul Ramiha         | 1,95   | 26   | Hastings             |
| 10 | Boucher, Dillon Matthew       | 1,95   | 27   | New Plymouth         |
| 11 | Cameron, Sean Pero MacPherson | 2,00   | 28   | Tokoroa              |
| 12 | Rampton, Damon John           |        | 24   | New Plymouth         |
| 13 | Book, Edward Frank            | 2,10   | 32   | Buffalo, NY          |
| 14 | Marks, Sean Andrew            | 2,08   | 27   | Auckland             |
| 15 | Hickey, Robert John           | 2,09   | 28   | Whakatane            |
|    | Promedio:                     | Altura | Edad |                      |
|    |                               | 1,98   | 26   |                      |

### España
| #  | Jugador                        | Altura | Edad | Ciudad de nacimiento |
| -- | ------------------------------ | ------ | ---- | -------------------- |
| 4  | Gasol Sáez, Pau                | 2,15   | 22   | Barcelona            |
| 5  | Junyent Monuera, Josep Oriol   | 2,07   | 26   | Sabadell             |
| 6  | Marco Viñas, Carles            | 1,80   | 28   | Barcelona            |
| 7  | Navarro Feijoo, Juan Carlos    | 1,91   | 22   | Barcelona            |
| 8  | Rodríguez Marín, Ignacio       | 1,88   | 32   | Málaga               |
| 9  | Reyes Cabanas, Felipe          | 2,06   | 22   | Córdoba              |
| 10 | Jiménez Sánchez, Carlos        | 2,04   | 26   | Madrid               |
| 11 | Angulo Espinosa, Lucio         | 2,00   | 29   | Zaragoza             |
| 12 | Paraíso González, José Antonio | 2,03   | 31   | Madrid               |
| 13 | Calderón Borrallo, José Manuel | 1,90   | 21   | Villanueva Serena    |
| 14 | Reyes Cabanas, Alfonso         | 2,02   | 31   | Córdoba              |
| 15 | Garbajosa Chaparro, Jorge      | 2,04   | 25   | Madrid               |
|    | Promedio:                      | Altura | Edad |                      |
|    |                                | 1,99   | 25   |                      |

### Estados Unidos
| #  | Jugador                | Altura | Edad | Ciudad de nacimiento   |
| -- | ---------------------- | ------ | ---- | ---------------------- |
| 4  | Finley, Michael Howard | 2,01   | 29   | Cook, Melrose Park, IL |
| 5  | Davis, Baron           | 1,91   | 23   | Los Ángeles, CA        |
| 6  | Miller, Andre Lloyd    | 1,88   | 26   | Los Ángeles, CA        |
| 7  | O'Neal, Jermaine Lee   | 2,11   | 24   | Columbia, SC           |
| 8  | Davis, Antonio Lee     | 2,06   | 34   | Oakland, CA            |
| 9  | Pierce, Paul Anthony   | 1,98   | 25   | Oakland, CA            |
| 10 | Miller, Reginald Wayne | 2,01   | 37   | Riverside, CA          |
| 11 | Marion, Shawn Dwayne   | 2,00   | 24   | Waukegan, IL           |
| 12 | Williams, Jason David  | 1,89   | 21   | Plainfield, NJ         |
| 13 | Wallace, Ben Camey     | 2,06   | 28   | Montgomery, AL         |
| 14 | Brand, Elton Tyrón     | 2,03   | 23   | Cortlandt, NY          |
| 15 | LaFrentz, Raef Andrew  | 2,11   | 26   | Hampton, JA            |
|    | Promedio:              | Altura | Edad |                        |
|    |                        | 2,01   | 26   |                        |

### Puerto Rico
| #  | Jugador                         | Altura | Edad | Ciudad de nacimiento  |
| -- | ------------------------------- | ------ | ---- | --------------------- |
| 4  | Ortiz-Rijos, José Rafael        | 2,11   | 39   | Aibonito              |
| 5  | Apodaca, Rick Jason             | 1,95   | 22   | NY                    |
| 6  | Allende Ruiz, Luis Ramón        | 1,93   | 32   | San Juan              |
| 7  | Arroyo Bermúdez, Carlos Alberto | 1,85   | 23   | Fajardo               |
| 8  | Mincy, Jerome Alfred            | 2,00   | 38   | Aguadilla             |
| 9  | Dalmau Santana, Christian       | 1,92   | 27   | Arecibo               |
| 10 | Ayuso, Elías                    | 1,92   | 25   | San Juan              |
| 11 | Latimer Rivera, Antonio         | 2,00   | 24   | Río Piedras, San Juan |
| 12 | Hourruitiner Ortiz, Rolando     | 2,04   | 27   | Río Piedras           |
| 13 | Pérez Rivera, Félix             |        | 31   | Guayama               |
| 14 | Dalmau Santana, Raymond         | 1,96   | 29   | Arecibo               |
| 15 | Santiago, Daniel Gregg          | 2,13   | 26   | Lubbock, TX           |
|    | Promedio:                       | Altura | Edad |                       |
|    |                                 | 1,98   | 28   |                       |

### Brasil
| #  | Jugador                      | Altura | Edad | Ciudad de nacimiento  |
| -- | ---------------------------- | ------ | ---- | --------------------- |
| 4  | Magalhães Machado, Marcelo   | 2,01   | 27   | Río de Janeiro        |
| 5  | Ribeiro Garcia, Alex         | 1,89   | 22   | Uberlandia            |
| 6  | Mazzuchini Jr., Vanderlei    | 1,99   | 30   | São Paulo             |
| 7  | Splitter, Tiago              | 2,09   | 17   | Joinville             |
| 8  | Varejão, Sandro França       | 2,10   | 30   | São João Petropólis   |
| 9  | Conrado Ferraciú, Demétrius  | 1,93   | 29   | São Paulo             |
| 10 | Rubens Garcia Filho, Hélio   | 1,86   | 27   | Franca                |
| 11 | Varejao, Anderson França     | 2,07   | 20   | Santa Teresa          |
| 12 | Giovannoni, Guilherme        | 2,04   | 22   | Piracicaba, Sao Paolo |
| 13 | Barbosa, Leandro Mateus      | 1,91   | 20   | Sao Paulo             |
| 14 | Klafke, Rogério              | 2,01   | 31   | Porto Alegre          |
| 15 | De Lara Araujo, Rafael Paulo |        | 22   | Curitiba              |
|    | Promedio:                    | Altura | Edad |                       |
|    |                              | 1,99   | 24   |                       |

### Turquía
| #  | Jugador              | Altura | Edad | Ciudad de nacimiento |
| -- | -------------------- | ------ | ---- | -------------------- |
| 4  | Tunçeri, Kerem       | 1,87   | 23   | Estambul             |
| 5  | Türkoglu, Hidayet    | 2,03   | 23   | Estambul             |
| 6  | Türkcan, Mirsad      | 2,05   | 26   | Novi Pazar           |
| 7  | Köseoglu, Hakan      | 1,88   | 21   | Estambul             |
| 8  | Pars, Asim           | 2,12   | 26   | Tuzla                |
| 9  | Erdenay, Hakki Harun | 1,90   | 34   | Ankara               |
| 10 | Kutluay, Ibrahim     | 1,98   | 28   | Üsküdar, Estambul    |
| 11 | Peker, Kaya          | 2,07   | 22   | Ankara               |
| 12 | Besok, Hüseyin       | 2,12   | 27   | Bornova              |
| 13 | Okur, Mehmet         | 2,10   | 23   | Yalova               |
| 14 | Yildirim, Haluk      | 2,01   | 30   | Bursa                |
| 15 | Onan, Ömer           | 1,94   | 24   | Mersin               |
|    | Promedio:            | Altura | Edad |                      |
|    |                      | 2,00   | 25   |                      |

### Rusia
| #  | Jugador              | Altura | Edad | Ciudad de nacimiento |
| -- | -------------------- | ------ | ---- | -------------------- |
| 4  | Karasev, Vasily      | 1,93   | 31   | St. Petersburg       |
| 5  | Bashminov, Alexander | 2,12   | 24   | Ibresi, Cheboksary   |
| 6  | Panov, Sergey        | 2,03   | 32   | Riazan               |
| 7  | Kudelin, Igor        | 1,95   | 30   | Taganrog             |
| 8  | Chikalkin, Sergey    | 1,96   | 27   | Samara               |
| 9  | Morgunov, Nikita     | 2,10   | 27   | Novokuznetsk         |
| 10 | Pachutine, Evgueni   | 1,90   | 33   | Sotchi               |
| 11 | Pashutin, Zakhar     | 1,96   | 28   | Sochi                |
| 12 | Khryapa, Victor      | 2,03   | 20   | Kiev                 |
| 13 | Kirilenko, Andrei    | 2,09   | 21   | Izevsk               |
| 14 | Avleev, Ruslan       | 2,00   | 26   | Sarapul              |
| 15 | Savrasenko, Aleksey  | 2,17   | 23   | Krasnodar            |
|    | Promedio:            | Altura | Edad |                      |
|    |                      | 2,02   | 26   |                      |

### Angola
| #  | Jugador                                | Altura | Edad | Ciudad de nacimiento |
| -- | -------------------------------------- | ------ | ---- | -------------------- |
| 4  | Muzadi, Victor                         | 2,01   | 24   | Libreville           |
| 5  | Costa, Walter Bandeira                 | 1,85   | 29   | Luanda               |
| 6  | Victoriano, Angelo Monteiro Dos Santos | 1,96   | 34   | Luanda               |
| 7  | Monteiro, Valter Gerson C. Da Rocha    | 1,90   | 29   | Benguela             |
| 8  | Vitoriano, Edmar Monteiro Dos Santos   | 1,95   | 27   | Luanda               |
| 9  | Carvalho, Antonio Victor Rafael De     | 1,93   | 33   | Luanda               |
| 10 | Gomes, Joaquim Brandao                 | 2,02   | 22   | Luanda               |
| 11 | Chipongue, Belarmino Mario             | 1,96   | 28   | Lubango              |
| 12 | Silva, Afonso Rodrigues da             | 1,90   | 28   | Luanda               |
| 13 | Dinha de Almeida, Carlos Domingues Ben | 1,92   | 26   | Luanda               |
| 14 | Lutonda, Miguel Timoteo Pontes         | 1,86   | 31   | Luanda               |
| 15 | Mingas, Eduardo Fernando               | 1,96   | 23   | Saurimo              |
|    | Promedio:                              | Altura | Edad |                      |
|    |                                        | 1,94   | 27   |                      |

### República Popular de China
| #  | Jugador            | Altura | Edad | Ciudad de nacimiento |
| -- | ------------------ | ------ | ---- | -------------------- |
| 4  | Guo, Shiqiang      | 1,92   | 27   | Liaoyang             |
| 5  | Liu, Wei           | 1,90   | 22   | Shang Hai            |
| 6  | Gong, Xiaobin      | 2,02   | 33   | Shandong             |
| 7  | Zhang, Cheng       | 1,96   | 24   | Kunshan              |
| 9  | Chen, Ke           | 2,04   | 23   | Beijing              |
| 10 | Li, Nan            | 1,98   | 26   | Heilongjiang         |
| 11 | Liu, Yudong        | 2,00   | 32   | Fujian               |
| 12 | Zhu, Fangyu        | 2,00   | 19   | Guangxi              |
| 13 | Yao, Ming          | 2,26   | 22   | Shanghái             |
| 14 | Menke, Batere      | 2,10   | 27   | Beijing              |
| 15 | Du, Feng           | 2,02   | 21   | Xinjiang             |
|    | Promedio: 51.2 pts | Altura | Edad |                      |
|    |                    | 2,03   | 24   |                      |

### Canadá
| #  | Jugador                          | Altura | Edad | Ciudad de nacimiento |
| -- | -------------------------------- | ------ | ---- | -------------------- |
| 4  | Thomas, Novell Aaron             | 1,83   | 27   | Vancouver            |
| 5  | Hamilton, Sherman Oneil          | 1,85   | 30   | Toronto              |
| 6  | Channer, Titus Jackson           | 1,88   | 29   | Kinross, MI          |
| 7  | Karangwa, Prosper                | 2,00   | 24   | Buyumbura            |
| 8  | Swords, Jeffrey Shawn            | 1,93   | 29   | Ottawa               |
| 9  | Barrett, Rowan Art               | 1,95   | 30   | Scarborough          |
| 10 | Meldrum, Robert Gregory          | 2,00   | 29   | Toronto              |
| 11 | Thomas, David Barrington Stanley | 2,03   | 26   | Brampton             |
| 12 | Ross, Joseph Stephen Douglas     |        | 22   | Kamloops             |
| 13 | Anderson, Richard Elias          | 1,98   | 25   | Ottawa               |
| 14 | Meeks, Michael Alexander         | 2,05   | 30   | Patrick City         |
| 15 | Jobity, Kevin Rudolph            | 2,08   | 28   | NY                   |
|    | Promedio:                        | Altura | Edad |                      |
|    |                                  | 1,97   | 26   |                      |

### Venezuela
| #  | Jugador                          | Altura | Edad | Ciudad de nacimiento |
| -- | -------------------------------- | ------ | ---- | -------------------- |
| 4  | Díaz, Víctor David               | 1,98   | 34   | Caracas              |
| 5  | Machado Martínez, Pablo Ezequiel | 2,08   | 25   | Caracas              |
| 6  | Mijares Luna, Yumerving Ernesto  | 1,91   | 26   | Caracas              |
| 7  | Lugo, Richard José               | 2,07   | 29   | Calabozo Edo Guárico |
| 8  | Quiroz, Alejandro José           | 1,86   | 28   | Caracas              |
| 9  | Torres Martínez, Óscar José      | 1,98   | 26   | Caracas              |
| 10 | Guevara Salas, Diego Alejandro   | 1,86   | 25   | Lara                 |
| 11 | Herrera, Carl Allen              | 2,06   | 36   | Caracas              |
| 12 | Romero Rivas, Héctor Orlando     | 1,92   | 22   | Barcelona            |
| 13 | Heredia Serrano, Vladimir José   | 2,02   | 30   | Caucabua-Miranda     |
| 14 | Aguilera, Tomás Rafael           | 1,97   | 25   | Puerto La Cruz       |
| 15 | Morris Salazar, Carlos Alberto   | 1,95   | 27   | Caracas              |
|    | Promedio:                        | Altura | Edad |                      |
|    |                                  | 1,97   | 27   |                      |

### Argelia
| #  | Jugador                   | Altura | Edad | Ciudad de nacimiento |
| -- | ------------------------- | ------ | ---- | -------------------- |
| 4  | Boulaya, Sofiane          | 1,80   | 29   | Argel                |
| 5  | Mehenaoui, Samir          | 1,98   | 38   | Hussein-Dey          |
| 6  | Belhimeur, Farid          | 1,82   | 18   | Orleans              |
| 7  | Mebarki, Nabil            | 1,94   | 23   | Venissieux           |
| 8  | Boudissa, Nabil El Bekeye | 2,02   | 21   | Annecy               |
| 9  | Doubal, Miloud            | 1,87   | 21   | Antibes              |
| 10 | Haif, Nasser Ramdane      | 2,04   | 25   | Colombes             |
| 11 | Ouali, Nadjim             | 2,04   | 31   | Bejaia               |
| 12 | Boughedir, Moured         | 1,98   | 26   | Mulhouse             |
| 13 | Benramdane, Amine         | 1,90   | 29   | Argel                |
| 14 | Sayah, Abdelhalim         | 2,00   | 27   | Argel                |
| 15 | Oukid, Tarik              | 2,05   | 23   | Annaba               |
|    | Promedio:                 | Altura | Edad |                      |
|    |                           | 1,95   | 25   |                      |

### Líbano
| #  | Jugador                          | Altura | Edad | Ciudad de nacimiento |
| -- | -------------------------------- | ------ | ---- | -------------------- |
| 4  | El Domiati, Walid Mahmoud        | 1,79   | 34   | Beirut               |
| 5  | Bardawil, Charles Camille        | 1,91   | 22   | Zouk Mikhael         |
| 6  | Makki, Badr Ahmad Dib Cheikh Ali | 1,88   | 32   | Maroun               |
| 7  | Fahed, Rony Boulos               | 1,83   | 21   | Zouk Mikael          |
| 8  | Chibani, Georges Salim           | 1,79   | 28   | Bar Elias            |
| 9  | El Hage, Yasser Ahmad            | 1,98   | 32   | Al Ghobeiri          |
| 10 | Samaha, Roy Nicolas              | 2,05   | 18   | Zahle                |
| 11 | Khouri, Paul Joseph              | 2,07   | 34   | Achrafieh            |
| 12 | El Boustani, Ghazi Emile         | 1,88   | 35   | Jieh                 |
| 13 | Mchantaf, Elie Rafic             | 1,95   | 32   | Abra                 |
| 14 | Vogel, Joseph William            | 2,12   | 29   | NE                   |
| 15 | El Khatib, El Cheikh Fadi Jihad  | 1,98   | 23   | Chehim               |
|    | Promedio:                        | Altura | Edad |                      |
|    |                                  | 1,94   | 28   |                      |